# IT-Service-Management
IT-Service-Management (ITSM) bezeichnet die Gesamtheit von Maßnahmen und Methoden, die nötig sind, um die bestmögliche Unterstützung von Geschäftsprozessen (GP) durch die IT-Organisation zu erreichen. ITSM beschreibt insofern den Wandel der Informationstechnik zur Kunden- und Serviceorientierung. Von Bedeutung ist die Gewährleistung und Überwachung der Business Services, also die für den Kunden sichtbaren IT-Dienstleistungen. Auf diese Weise können kontinuierlich Effizienz, Qualität, und Wirtschaftlichkeit der jeweiligen IT-Organisation verbessert werden sowie gemeinsame Wertschöpfung mit dem Kunden erzeugt werden.

## Umfeld
Mit dieser Definition ist der Begriff in das folgende Umfeld einzuordnen:
- IT-Governance (ITG): Zur Bewertung und Umsetzung der Stakeholderinteressen.
- Business Service Management (BSM): Die Verbindung zwischen Prozessmanagement und ITSM.
- Prozessmanagement (auch Geschäftsprozessmanagement, GPM): Die Definition der Prozesse des Unternehmens, die durch die IT unterstützt werden.
- Serviceorientierte Architektur (SOA): Ein Managementkonzept für eine dienstorientierte Architektur der ICT.

## Professionelle Organisationen
Es gibt internationale, kapitelbasierte Berufsverbände wie das IT Service Management Forum (itSMF) und HDI. Das Hauptziel dieser Organisationen ist es, den Erfahrungs- und Ideenaustausch zwischen den Benutzern von ITSM-Frameworks zu fördern. Zu diesem Zweck organisieren nationale und lokale itSMF- und HDI-Chapter (LIGs oder lokale Interessengruppen für itSMF) Konferenzen und Workshops. Einige von ihnen tragen auch zu den Übersetzungen von ITSM-Rahmendokumenten in ihre jeweiligen Sprachen bei oder veröffentlichen eigene ITSM-Leitfäden. Es gibt mehrere Zertifizierungen für Service Management wie die ITIL 4 Foundation.

## Normen, Frameworks und Standards
Mit der  ISO/IEC 20000 existiert eine Norm, die Mindestanforderungen an IT-Service-Management-Prozesse spezifiziert. Auf Basis der ISO/IEC 20000 kann eine Organisation ihr Service-Management-System (SMS) zertifizieren lassen. Daneben gibt es weitere Frameworks und Standards. Diese sind zum Teil firmenspezifische Vorgaben oder branchenorientierte Lösungen. Beispiele dafür sind:
- ITIL als De-facto-Standard[2]
- COBIT
- Business Process Framework (eTOM)[3]
- FitSM[4]
- Microsoft Operations Framework (MOF)[5]

## Kernprozesse
Prozesse mit direkter Kundenschnittstelle sowie solche, die operative Leistung der Organisation unmittelbar beeinflussen, bilden das Rückgrat des ITSM.
Die wichtigsten Prozesse für ITSM-Vorhaben sind:
- Service Level Management
- Service Desk
- Incident- und Problem Management:
- Change Management
- Kontinuierlicher Verbesserungsprozess[6]

### Serviceschalter
Ein Service Desk ist eine primäre IT-Funktion innerhalb der Disziplin des IT Service Management (ITSM) im Sinne von ITIL. Es soll einen Single Point of Contact („SPOC“) bieten, um die Kommunikationsbedürfnisse sowohl der Benutzer als auch des IT-Personals zu erfüllen und auch die Ziele des Kunden und des IT-Anbieters zu erfüllen. „Benutzer“ bezieht sich auf den tatsächlichen Benutzer des Dienstes, während sich „Kunde“ auf die Einheit bezieht, die für den Dienst bezahlt.